# Simone Max
Simone Marthe Fridda Vennekens dite Simone Max, née le 4 mars 1903 à Saint-Josse-ten-Noode et morte dans la même ville le 23 août 1983, est une humoriste, chansonnière et comédienne bruxelloise et devient une icône dans le milieu du théâtre pour sa zwanze.

## Biographie
Née en 1903 à St-Josse, rue du Soleil, Simone Max devient une artiste de cabaret haute en couleur, en s'illustrant dans des sketchs qui font la part belle aux quiproquos et aux sous-entendus coquins. La Queue de Billard et La Télévision couleur sont révélateurs de cet humour ravageur teinté d'expressions dialectales en brusseleer.
Son père s’occupe d’une société dramatique, ce qui peut expliquer l’inscription de sa fille au cours d’art théâtral.
Simone Max interpréta des rôles au Vaudeville aux Galeries et à la Gaité.
Elle commence sa carrière en 1926 au théâtre de l'Alhambra, boulevard Émile Jacqmain où elle est entrée dans les grâces de Marcel Roels en 1933.
Polyvalente, elle crée et tient le cabaret « Mon Village » dans une cave de la rue des Poissonniers à Bruxelles. Elle y restera 25 années.          
Avec l’acteur Rittche (Henri Deschamps 1888-1951), elle forme un couple de théâtre mémorable.          
Simone Max ouvre un bistrot rue de la Bourse et fait ses adieux au public en 1971 après 48 ans de métier. En 1971, elle joue le rôle d'une vieille femme dans le film Franz de Jacques Brel et Barbara.
Elle interprète un rôle dans le film Le Far West, réalisé par Jacques Brel en 1973 et présenté au Festival de Cannes.   
Elle reçoit le Prix « Sourire » en 1975. 
Elle meurt le 23 août 1983 à la clinique Saint Étienne à Saint-Josse-ten-Noode.  Ses funérailles se tiennent en l'église royale Sainte-Marie à Schaerbeek, commune où elle résidait.

## Filmographie
- 1936 : J'ai gagné un million de Og Calster, dans le rôle de Honorine Fluch
- 1939 : Zig-zag de Gaston Schoukens
- 1946 : Macadam de Jacques Feyder et Marcel Blistène, dans le rôle de la blanchisseuse, amie de la fille de Madame Rose
- 1948 : Impasse des Deux-Anges de Maurice Tourneur
- 1953 : À vos ordres Ernestine de Marc Maillaraky
- 1954 : Le Congrès des belles-mères d'Émile Couzinet, dans le rôle de Madame Bonnichon
- 1960 : Boulevard de Julien Duvivier, dans le rôle de la passante offusquée
- 1972 : Franz de Jacques Brel, dans le rôle de la mère de Léon
- 1973 : Le Far West de Jacques Brel

## Discographie
- Les Boules de l’Atomium / Un p'tit verre (1958)
- Simone Max, Roger Darton, Sylvie Mony – L'erotisme Au Troisieme Age / Tu Veux ... Et Tu Ne Peux Pas (1970)
- Les Deux Conférences (1973)
- La Queue de billard (1973)
- Bruxelles (Pigalle) (1973)